# Amaurosis scacchistica
Amaurosis scacchistica (en latín, 'ceguera ajedrecística') es una expresión empleada en el mundo del ajedrez para indicar que el ajedrecista ha perdido la visión amplia del juego, cometiendo uno o varios errores obvios que normalmente no cometería.
Dicha expresión fue acuñada por el médico y ajedrecista alemán Siegbert Tarrasch, en su libro La partida moderna de ajedrez. 
Un ejemplo de esto es el llamado Síndrome de Kótov.

## Ejemplo 1
|       |       |       |       |       |       |       |       |       |  |
|       | a8    | b8 rd | c8 bd | d8    | e8    | f8 rd | g8    | h8 kd |  |
| a7    | b7 pd | c7    | d7 nd | e7    | f7    | g7 qd | h7    |       |  |
| a6 pd | b6    | c6    | d6 ql | e6    | f6    | g6 pd | h6    |       |  |
| a5 pl | b5    | c5    | d5 nl | e5 pd | f5 nd | g5    | h5 pd |       |  |
| a4    | b4    | c4 pl | d4    | e4 nl | f4    | g4    | h4 pl |       |  |
| a3    | b3    | c3    | d3    | e3    | f3    | g3 pl | h3    |       |  |
| a2    | b2 rl | c2    | d2    | e2    | f2 pl | g2 bl | h2    |       |  |
| a1    | b1 rl | c1    | d1    | e1    | f1    | g1    | h1 kl |       |  |
|       |       |       |       |       |       |       |       |       |  |

En esta posición claramente ventajosa para Tigran Petrosian (blancas) en su partida contra David Bronstein (Ámsterdam, 1956), el que luego sería campeón del mundo de ajedrez cayó en la amaurosis scacchistica con la jugada 36. Ce4-g5, a la que las negras respondieron simplemente con 36. ...Cf5xd6, capturando la dama. Petrosian abandonó inmediatamente.

## Ejemplo 2
|       |       |       |       |       |       |       |       |    |  |
|       | a8    | b8 rd | c8    | d8 nd | e8    | f8 rd | g8 kd | h8 |  |
| a7 pd | b7 pd | c7 qd | d7    | e7    | f7 pd | g7 bd | h7    |    |  |
| a6    | b6    | c6 bd | d6    | e6    | f6 nl | g6 pd | h6    |    |  |
| a5    | b5    | c5 pd | d5 bl | e5    | f5    | g5    | h5 pd |    |  |
| a4    | b4    | c4 pl | d4    | e4    | f4    | g4    | h4 pl |    |  |
| a3    | b3    | c3    | d3    | e3 pl | f3    | g3    | h3    |    |  |
| a2 pl | b2 bl | c2 ql | d2    | e2    | f2 pl | g2 pl | h2    |    |  |
| a1    | b1 rl | c1    | d1    | e1    | f1 rl | g1 kl | h1    |    |  |
|       |       |       |       |       |       |       |       |    |  |

Un ejemplo de ceguera mutua lo podemos encontrar en esta partida entre László Szabó y Samuel Reshevsky en el Torneo de Candidatos de 1953. Las negras están en jaque, y la jugada obligada es 20. ... Rg8-h8. Sin embargo, Reshevsky juega 20. ... Ag7xf6, dejando en bandeja a Szabó el jaque mate en dos jugadas con 21. Dc2xg6+ (el peón f7 está clavado por el alfil d5). Sin embargo, Szabó opta incomprensiblemente por 21. Ab2xf6 y la partida acaba en tablas en el turno 27.

## Ejemplo 3
|       |       |       |    |       |    |       |       |       |  |
|       | a8    | b8    | c8 | d8    | e8 | f8 nl | g8    | h8 kd |  |
| a7 qd | b7    | c7    | d7 | e7    | f7 | g7 pd | h7    |       |  |
| a6    | b6    | c6    | d6 | e6    | f6 | g6    | h6 pd |       |  |
| a5    | b5    | c5    | d5 | e5 pl | f5 | g5    | h5    |       |  |
| a4 pd | b4 pd | c4    | d4 | e4 ql | f4 | g4    | h4    |       |  |
| a3    | b3    | c3    | d3 | e3    | f3 | g3    | h3    |       |  |
| a2    | b2 pl | c2    | d2 | e2    | f2 | g2 pl | h2 pl |       |  |
| a1    | b1    | c1 bd | d1 | e1    | f1 | g1    | h1 kl |       |  |
|       |       |       |    |       |    |       |       |       |  |

En esta partida entre el campeón del mundo Vladímir Krámnik y el programa Deep Fritz (Bonn, 2006), Krámnik pasó por alto un mate en una jugada y perdió una posición equilibrada con 34. ... De3?? 35. Dh7#.
Si Krámnik hubiera jugado 34. ... Rg8, habría seguido 35. Cg6 Axb2, 36. Dd5+ Rh7, 37. Cf8+ Rh8, etc., acabando en tablas por jaque continuo. 